# Александров, Пётр Акимович
Пётр Аки́мович Алекса́ндров (1836, Орловская губерния — 1893, Санкт-Петербург) — русский юрист, прокурор, выдающийся адвокат и судебный оратор. Выступал защитником по делу Веры Засулич.

## Биография
Родился в 1836 году в Орловской губернии в семье священнослужителя. Племянник святителя Филарета, митрополита Киевского, и литератора Семёна Раича.
Среднее образование Пётр Акимович получил в семинарии, где у него проявилась склонность к гуманитарным наукам и созрело решение стать юристом. В августе 1855 года он приехал в Санкт-Петербург и поступил на юридический факультет Императорского Санкт-Петербургского университета, который окончил в 1860 году со степенью кандидата прав. Во время учёбы в университете занимался репетиторством и слушал лекции на историческом факультете.
В 1860 году Пётр Акимович поступил на службу в Министерство юстиции, а 15 сентября 1860 года был утверждён в чине коллежского секретаря со стажем со дня поступления на службу. С разрешения военного генерал-губернатора Санкт-Петербурга был допущен к исполнению должности судебного следователя второго участка Царскосельского уезда (такое разрешение требовалось при назначении на любые должности в районе резиденции императора).
В 1866 году П. А. Александров назначен товарищем прокурора Петербургского окружного суда, но менее, чем через год назначен прокурором Псковского окружного суда. В конце 1871 года Пётр Акимович переводится в Санкт-Петербург товарищем прокурора судебной палаты, в 1872—1873 годах занимает должность прокурора судебной палаты. В 1874 году Петра Акимовича Александрова назначают товарищем обер-прокурора кассационного департамента правительствующего сената.
В 1875 году Пётр Акимович даёт заключение по делу Суворина и Ватсона, обвинявшихся в клевете в печати, и выступает в защиту прав и независимости прессы. Это вызвало недовольство руководства, в результате П. А. Александров подаёт рапорт об отставке и 16 января 1876 года он был уволен со службы.
После отставки Пётр Акимович поступил в адвокатуру и стал присяжным поверенным. В качестве присяжного поверенного он участвовал во многих громких делах: дело 193-х, дело Веры Засулич, кутаисское дело и в ряде других, где ярко проявилось его ораторское искусство и принёсших ему известность.
Александров являлся блестящим оратором, сумевшим соединить совершенство формы с глубиною содержания, гармонически соединить все внутренние приёмы ораторского искусства и представить стройное здание защиты, которое в своей композиции надолго будет служить образцом грядущим поколениям адвокатурыБ. Б. Глинский
Пётр Акимович был известен как квалифицированный юрист, как человек, тщательно изучавший материалы дела, вникавший в специальные тонкости, его судебные речи отличались сдержанностью и чёткой композицией.
Был болен бронхиальной астмой; умер 11 марта 1893 года в Санкт-Петербурге.